# Tillandsia zacualpanensis
Tillandsia zacualpanensis är en gräsväxtart som beskrevs av Renate Ehlers och Wülfingh. Tillandsia zacualpanensis ingår i släktet Tillandsia och familjen Bromeliaceae. Inga underarter finns listade i Catalogue of Life.